# Iván de la Peña
Iván de la Peña López (Santander, Cantabria, 6 de mayo de 1976) es un exfutbolista español que jugaba como centrocampista. Se inició en las categorías inferiores del F. C. Barcelona, pero fue en el R. C. D. Espanyol donde desarrolló la mayor parte de su carrera deportiva.
Actualmente trabaja como agente de futbolistas.

## Trayectoria
Formado en los equipos de la cantera del Fútbol Club Barcelona encabezó la generación denominada la "Quinta del Mini". Debutó en la primera división española en 1995, con 19 años, con el F. C. Barcelona, de la mano del entrenador neerlandés Johan Cruyff en un partido contra el Real Valladolid, en el que marcó el 0 - 2 final. En 1996 disputa el campeonato de Europa sub-21 con la selección española y participa en los Juegos Olímpicos de Atlanta. Su primera temporada en el primer equipo del Barcelona termina sin títulos, esto supone la llegada al banquillo culé del técnico inglés Bobby Robson en la temporada 1996/1997. Iván de la Peña asume un rol importante en el equipo ganándose la titularidad en la segunda mitad de la temporada. Al final de la campaña el Barcelona gana la Supercopa de España, la Copa del Rey, y la Recopa de Europa. En la temporada 1997/1998 el Barcelona vuelve a cambiar de entrenador, Robson pasa a ocupar el cargo de director deportivo y Louis van Gaal es el nuevo técnico. De la Peña comienza como titular pero el entrenador neerlandés lo alterna en el equipo con el brasileño Giovanni. El Barcelona acabará conquistando la Liga española, la Copa del Rey, y la Supercopa de Europa.
Centrocampista de juego rápido y espectacular, con buen toque y excelente pase, rápidamente se hizo famoso tanto por su aspecto (la cabeza siempre afeitada) como por su fútbol, y se convirtió en una de las grandes promesas del fútbol español. A pesar de sus grandes cualidades, su carrera no se ha desarrollado todo lo bien que auguraban sus inicios, a causa, por una parte, de las lesiones musculares y, por otra, de la falta de confianza de algunos de sus entrenadores (como Louis van Gaal o Javier Clemente), que le acusaban de trabajar poco defensivamente y ser demasiado individualista.
El verano de 1998 la Lazio pagó 2500 millones de pesetas al F. C. Barcelona para hacerse con sus servicios, donde el entrenador sueco Sven-Göran Eriksson comenzó dándole la titularidad en el equipo romano, pero una lesión hizo que Iván fuera perdiendo la confianza del técnico. 
Fue cedido al Olympique de Marsella y el siguiente año al Barcelona, donde tampoco alcanzó un buen nivel. Fue entonces cuando el RCD Espanyol se interesó por su situación. Tras desvincularse de club italiano, de la Peña firmó hasta final de temporada con el club catalán. Una vez en Barcelona, donde tuvo la confianza del entrenador Javier Clemente. Su participación en el equipo fue decisiva para lograr la permanencia en Primera en las últimas jornadas del campeonato.
Pese a su buen desempeño, la directiva del RCD Espanyol no llegó a un acuerdo de renovación con su representante, con lo que el jugador se queda sin club. Así, la temporada 2003/04 daba comienzo e Iván se entrenaba en solitario. El RCD Espanyol, entrenado esta vez por el francés Luis Fernández, solicita de nuevo sus servicios con el equipo en puestos de descenso a Segunda. De la Peña acepta la oferta que le ofrece el club, y su conexión con el delantero e icono españolista Raúl Tamudo vuelve a salvar al RCD Espanyol del descenso en la última jornada del campeonato frente al Real Murcia. Un sector de la prensa deportiva acuñó el término "Dúo Sacapuntos" para referirse a la asociación entre el cántabro y Tamudo.
Esta vez De la Peña y el club llegan a un acuerdo e Iván inicia la temporada 2004/05 como jugador del RCD Espanyol. La temporada culmina con la clasificación del club para la copa de la UEFA. Tras esta campaña, De la Peña fue convocado para jugar con la Selección española por primera vez en su carrera, con Luis Aragonés como seleccionador. El partido se disputó en el Estadio de los Juegos Mediterráneos de Almería y enfrentó a la selección española con la de San Marino.
La temporada 2005/06 fue muy diferente a la anterior: el equipo invierte muchísimo dinero en unos fichajes que no acaban dando resultado. El RCD Espanyol cae eliminado por sorpresa en la copa de la UEFA, tras un prometedor inicio. En la Liga su irregularidad, mal juego y las continuas lesiones de Raúl Tamudo le involucran desde el principio en la lucha por evitar el descenso. Tras meses de tensiones internas, roces entre el entrenador Miguel Ángel Lotina e Iván, el intento de cese de Lotina (que al final no llegó a llevarse a cabo), el RCD Espanyol logró mantener la categoría. La gran sorpresa es la Copa del Rey, donde el equipo se muestra sólido y alcanza la final. Su rival fue el Real Zaragoza, que había derrotado al Real Madrid y al F. C. Barcelona, y partía como favorito. El RCD Espanyol obtuvo el triunfo por 4-1, consiguiendo así su segunda Copa del Rey de su época moderna.
En la temporada 2006/07, con Ernesto Valverde en el banquillo, Iván vuelve a rendir a un gran nivel y el RCD Espanyol consigue clasificarse para la final de la UEFA frente al Sevilla. Sin embargo, el conjunto sevillano conquistó el título en los penaltis. Además, en la penúltima jornada de Liga, De la Peña realizó un partido excepcional en el Camp Nou, que finalizó con el resultado de 2-2, y que provocó que el Barça cediera el título al Real Madrid.
En la temporada 2008/09, con tres entrenadores, Bartolomé Márquez López "Tintín", José Manuel Esnal "Mané" y finalmente Mauricio Pochettino el Espanyol logró salvar nuevamente la categoría. De la Peña tuvo la confianza de los tres técnicos durante toda la temporada de ahí que fuera el jugador con más asistencias del equipo y anotó 4 goles (dos al Barcelona en el Camp Nou donde se logró una victoria por 1-2) una de sus mejores marcas goleadoras hasta el momento.
A 5 días de expirar su contrato, el 25 de junio de 2009 renueva con el Espanyol por 2 temporadas más, hasta junio de 2011. 
La temporada 2009/10 fue muy irregular para el jugador debido a sus problemas musculares. El centrocampista cántabro aseguró en rueda de prensa que en caso de no recuperarse dejaría el fútbol a finales de temporada. Durante la temporada 2010/11, y tras la marcha del capitán españolista Raúl Tamudo, el cántabro se convierte en el capitán del equipo.
Reapareció el 12 de septiembre de 2010 en un partido contra el Villarreal CF en El Madrigal.
El 19 de mayo de 2011 anunciaba que, tras el partido contra el Sevilla CF, colgaría las botas. Lo hacía en una rueda de prensa en la que se le saltaban las lágrimas. Salió en el campo en el minuto 80, por Joan Verdú. Al acabar el partido, hizo la vuelta de honor al campo, manifestando finalmente: "Sólo desearos lo mejor del futuro, dejar al Espanyol en Europa, que es donde se merece, y siempre os llevaré en el corazón. Visca l'Espanyol".

## Clubes y estadísticas
|                                             | País               | Temporada | Liga  | Liga  | Copa  | Copa  | Comp. Europea | Comp. Europea | Selección | Selección | Total | Total |
|                                             | País               | Temporada | Part. | Goles | Part. | Goles | Part.         | Goles         | Part.     | Goles     | Part. | Goles |
| ------------------------------------------- | ------------------ | --------- | ----- | ----- | ----- | ----- | ------------- | ------------- | --------- | --------- | ----- | ----- |
| F.C. Barcelona                              | Bandera de España  | 1995/96   | 31    | 8     | 4     | 0     | 7             | 2             | -         | -         | 42    | 10    |
| F.C. Barcelona                              | Bandera de España  | 1996/97   | 33    | 1     | 2     | 0     | 6             | 0             | -         | -         | 41    | 1     |
| F.C. Barcelona                              | Bandera de España  | 1997/98   | 17    | 3     | 2     | 0     | 2             | 0             | -         | -         | 21    | 3     |
| SS Lazio                                    | Bandera de Italia  | 1998/99   | 14    | 0     | 1     | 0     | 4             | 1             | -         | -         | 18    | 1     |
| Olympique de Marseille                      | Bandera de Francia | 1999/00   | 13    | 1     | -     | -     | 7             | 0             | -         | -         | 20    | 1     |
| F.C. Barcelona                              | Bandera de España  | 2000/01   | 9     | 0     | 1     | 0     | 2             | 0             | -         | -         | 12    | 0     |
| SS Lazio                                    | Bandera de Italia  | 2001/02   | 2     | 0     | 1     | 0     | -             | -             | -         | -         | 3     | 0     |
| RCD Espanyol                                | Bandera de España  | 2002/03   | 28    | 0     | -     | -     | -             | -             | -         | -         | 28    | 0     |
| RCD Espanyol                                | Bandera de España  | 2003/04   | 25    | 1     | -     | -     | -             | -             | -         | -         | 25    | 1     |
| RCD Espanyol                                | Bandera de España  | 2004/05   | 29    | 3     | 1     | 0     | -             | -             | 3         | 0         | 32    | 3     |
| RCD Espanyol                                | Bandera de España  | 2005/06   | 30    | 0     | 5     | 0     | 8             | 0             | 2         | 0         | 45    | 0     |
| RCD Espanyol                                | Bandera de España  | 2006/07   | 26    | 0     | 1     | 0     | 10            | 0             | -         | -         | 37    | 0     |
| RCD Espanyol                                | Bandera de España  | 2007/08   | 12    | 0     | 3     | 0     | -             | -             | -         | -         | 15    | 0     |
| RCD Espanyol                                | Bandera de España  | 2008/09   | 22    | 4     | -     | -     | -             | -             | -         | -         | 22    | 4     |
| RCD Espanyol                                | Bandera de España  | 2009/10   | 4     | 0     | 1     | 0     | -             | -             | -         | -         | 5     | 0     |
| RCD Espanyol                                | Bandera de España  | 2010/11   | 1     | 0     | -     | -     | -             | -             | -         | -         | 2     | 0     |
| Total                                       | Total              | 16        | 295   | 20    | 22    | 0     | 46            | 4             | 5         | 0         | 369   | 24    |
| Datos correspondientes a 22 de mayo de 2011 |                    |           |       |       |       |       |               |               |           |           |       |       |

### Partidos internacionales
| # | Fecha      | Lugar                         | Rival      | Min | Resultado | Competición                |
| - | ---------- | ----------------------------- | ---------- | --- | --------- | -------------------------- |
| 1 | 09-02-2005 | Estadio Mediterráneo, Almería | San Marino | 76  | 5 - 0     | Clasificación Mundial 2006 |
| 2 | 26-03-2005 | Helmántico, Salamanca         | China      | 90  | 3 - 0     | Amistoso                   |
| 3 | 30-03-2005 | Estrella Roja, Belgrado       | Serbia     | 46  | 0 - 0     | Clasificación Mundial 2006 |
| 4 | 03-09-2005 | El Sardinero, Santander       | Canadá     | 90  | 2 - 1     | Amistoso                   |
| 5 | 07-09-2005 | Stadio Olímpico, Serravalle   | San Marino | 90  | 0 - 6     | Clasificación Mundial 2006 |

## Palmarés

### Títulos nacionales
| Título              | Club            | Lugar  | Año  |
| ------------------- | --------------- | ------ | ---- |
| Supercopa de España | F. C. Barcelona | España | 1996 |
| Copa del Rey        | F. C. Barcelona | España | 1997 |
| Copa del Rey        | F. C. Barcelona | España | 1998 |
| Liga de España      | F. C. Barcelona | España | 1998 |
| Supercopa de Italia | Lazio           | Italia | 1998 |
| Copa del Rey        | RCD Espanyol    | España | 2006 |

### Títulos internacionales
| Título              | Club            | Sede       | Año  |
| ------------------- | --------------- | ---------- | ---- |
| Recopa de Europa    | F. C. Barcelona | Róterdam   | 1997 |
| Supercopa de Europa | F. C. Barcelona | Dortmund   | 1997 |
| Recopa de Europa    | Lazio           | Birmingham | 1999 |

### Campeonatos regionales
| Título        | Club         | Región   | Año  |
| ------------- | ------------ | -------- | ---- |
| Copa Cataluña | RCD Espanyol | Cataluña | 2010 |